# Платов Матвій Іванович
Матві́й Іва́нович Платов (8 (19) серпня 1753 — 3 (15) січня 1818) — російський граф, отаман Всевеликого війська Донського (з 1801), генерал від кавалерії (1809), який брав участь у всіх війнах Російської імперії кінця XVIII — початку XIX століття. Засновник міста Новочеркаська.

## Ранні роки
Матвій Іванович Платов народився 8 серпня 1753 року в станиці Прибілянськой містечка Черкасська (нині станиця Старочеркаська). Тут пройшло його дитинство. Черкаськ на той час був столицею Донських козаків. Навколишня обстановка впливала на формування світогляду молоді, наслідуючи героїв, вона проводила час в іграх військового характеру. Займалися верховою їздою, ловлею звірів та риби, вправами у стрільбі. У цьому середовищі й ріс Матвій Платов, вирізняючись із загальної маси гостротою розуму та спритністю.
Його батько Іван Федорович Платов був відомим на Дону старшиною, але не мав відповідних матеріальних статків і тому своєму сину дав лише звичайну в козацтві освіту, навчивши його читати та писати.

## Участь у російсько-турецьких війнах
У віці 13 років Матвій Іванович Платов відправлений батьком на службу до військової канцелярії, де скоро привернув увагу й був проведений в урядники. Під час Російсько-турецької війни 1768—1774 років Платов отримав можливість відзначитися в бою з ворогом. Головнокомандуючий армією, князь Василь Михайлович Долгоруков відразу помітив молодого козака й відзначив його: Платов був проведений в офіцери й отримав у розпорядження козачу сотню.
Внаслідок клопотання князя Долгорукова, вийшов Високий дозвіл на проведення Платова в чин військового старшини, з метою доручити йому командування донським полком. У 1771 році Платов брав участь при взятті Перекопської лінії, а також під Кінбурном. Після укладення миру при Кючук-Кайнарджі, Платов був посланий на Кубань з якою пов'язаний подвиг Платова на висотах річки Калали. Полковник Стрємоухов доручив Платову доставити до Кубанської армії, транспорт з провіантом і амуніцією. Девлет I Ґерай, з'єднавшись з гірськими князями, виношував план нападу на російський транспорт, користуючись слабкістю прикриття двох полків і відсутності сильного опору. Проте козаки влаштували відчайдушну відсіч, перетворивши обози в польові укріплення, знайшовши можливість надіслати гінців полковнику Бухвостову. Сили, які надійшли, змусили татар втікати, а обоз був врятований. Це сприяло росту авторитету Платова серед козаків, яких вразила спритність і мужність старшини.
Після цього Платов зі своїм полком був посланий на розшуки Пугачова, а пізніше, коли самозванець був спійманий — до Воронезької й Казанської губерній з метою розсіювання пугачовських груп. Через три роки Платов перебував під начальством Суворова на Кубані, а у 1784 році був посланий проти лезгин і чеченців. Перед третьою Російсько-турецькою війною 1787—1792 років Матвій Платов був вже в чині полковника. А під час самої війни перебував у розпорядженні князя Потьомкіна, взявши участь у найбільш видатних моментах цієї кампанії. Відзначився при облозі та штурмі Очакова, де діяв з однією тисячею піших і двомастами кінними козаками. Після успішного штурму Платову доручено охороняти Гассан-Пашу та нагороджено Орденом святого Георгія 4 ступеня. У наступних боях козаки Платова змусили турків втікати, захопивши три гармати, два прапори і 160 полонених з пашею Гассаном. Як наслідок — Платов проведений в бригадири й призначений похідним отаманом Донського війська.
Штурмував Аккерман, Ізмаїл, де йому довелось очолити дві колони після поранення генерал-майора Безбородька, надаючи командуванню неоціненні заслуги.
|  | «Все було перекинуто, побито, усюди, де не з'являвся Платов, гриміло переможне ура! Він собою заміняв численність, його безстрашність втілювала всіх у героїв і всі його розпорядження увінчалися успіхом» |

.
За участь у взятті Ізмаїла Платов нагороджений орденом святого Георгія 3 ступеня і зведений в генерал-майори.

## Похід до Індії
Під час війни Росії з Персією в 1796 році за проявлену хробрість Платов отримує орден Святого Володимира 3-го ступеня та шаблю, прикрашену діамантами, з написом «за хоробрість».
Успіхи Матвія Платова викликали заздрощі серед військовиків, які обмовили його перед імператором Павлом під час його коронації і той заслав Платова спочатку в Кострому, а потім ув'язнений у Петропавловську фортецю. Однак, наклепи виявились, генерала звільнили й нагородили командорським хрестом ордена св. Іоанна Єрусалимського. Государ особисто призначив Платова головним і безпосереднім помічником військового отамана донських козаків. Згодом увага Павла І до Платова зростала й це стало наслідком спорядження Платова в похід до Індії. Платов у 1801 р. зібрав близько 27000 козаків, з якими й вирушив у похід, тримаючи курс на Оренбург. Там він отримав від губернатора перекладачів, караван верблюдів, з усім необхідним для походу вантажем та заглибився в степи. Цей похід мав тяжкі наслідки для козаків: міцні морози, смерть від переохолодження, втеча провідників та загибель верблюдів. Звучало невдоволення в адресу отамана та прохання повернутись назад. Положення врятувала смерть імператора Павла I і Платов отримав наказ повернутись на Дон.

## Адміністративна діяльність
У 1801 році при імператору Олександру І Платов в чині генерал-лейтенанта після смерті Орлова зайняв місце військового отамана Війська Донського, що було зустрінуте Донським військом із захопленням. Адже до військового таланту додались людські риси, знання побуту й потреб козаків. Платов проявляє й адміністраторські здібності. Його клопотанням обласне місто Донського Війська Старочеркаськ було перенесено на нове місце, де жителі перебували в безпеці від щорічних згубних розливів Дону, — в Новочеркаськ. Завдяки старанням Платова місто розбудовувалось, було наведено лад в Козачій Військовій канцелярії, розв'язано ряд запущених справ в діловодстві. Всі три частини Військовий Канцелярії — Військове Управління, Громадянська та Економічна експедиції становили одне нероздільне ціле, під головуванням Військового Отамана.
Діяльність Платова стосувалась також перетворень і в стройовій частині Донського війська. Реформи його, в основновному, знайшли відображення в питаннях про комплектування донських полків, про надання чинів («єдино на вакансії, не перевищуючи комплекту»), про відставки (відставка допускається не раніше 25-30 років служби) та утримання. Адміністративна та організаторська діяльність Платова була перервана війною Росії з Наполеоном.

## Період війн з Наполеоном

### Захист Пруссії
Коли Росія виступила на захист Пруссії, Платову доручили командування всіма козацькими полками. Він
|  | «став мужнім вождем, що увінчав чоло своє нев'янучими лаврами і водив Донське військо до неодноразових перемог». |

Перша битва відбулася 27 січня 1807 року. Платов зі своїми донцями переслідував ворожі колони й побив їх, захопивши в полон до 500 чоловік. Безперервні сутички з ворогом (під Бурбусдорфом, Берхсдорфом, проти села Людвігсвальда та інш.) були успішними завдяки участі козаків. Прикладом хоробрості козаків та таланту полководця отамана Платова є битва під Гейльсбергом. Прикриваючи російську армію, Платов з козаками знищили міст на річці Алле, порубали понтони і витримали двогодинну канонаду ворога, а потім, коли російська армія зайняла Гейльсберзьку позицію, Платов майстерно організував спостереження за пересуванням ворога, проявивши при цьому зі своїми козаками незвичайну спритність та далекоглядність.
Змушуючи ворога затримуватися на кожному кроці і втрачати час на розгортання своїх сил, не допускаючи його наблизитися до російської армії, спалюючи за собою мости, генерал-лейтенант Платов з тим же мистецтвом і вдачею діяв при відступі російських військ до Тільзиту й за Німан після битви під Фрідландом. Останнім подвигом Платова перед укладенням Тільзитського миру була зустріч ворога біля Юрсайгена, рух (нічний) до Таурогену, непомічений французами, й перестрілка біля Раукотінена, а також переправа через Німан. За подвиги у війні за звільнення Пруссії Платов був нагороджений орденом св. Георгія 2-го ступеня, Орденом св. Володимира 2-го ступеня, та Олександра Невського. Прусський король подарував йому ордена Червоного і Чорного Орла. Рідному ж для Платова Донському війську Государ Імператор подарував похвальну грамоту і «в справедливій повазі до зразкових подвигів знаменитого Донського війська» — прапор із зображенням його діянь.
У червня 1807 року під час укладання Тільзитського смиру Платов познайомився з Наполеоном, який на знак визнання бойових успіхів отамана подарував йому красиву табакерку. Від французького ж ордена Почесного Легіону отаман відмовився, сказавши:
|  | «Я Наполеону не служив і служити не можу». |

### Дунайський похід
Після укладення тільзітського миру в 1808—1809 роках отаман Платов був направлений до Молдавії. У серпні Платов зі своїми донськими полками зайняв фортецю Бабадаг, захопиввши 12 гармат і великі запаси. Внаслідок переправи через Дунай, отаман досяг так званої Троянської стіни, а 22 серпня, після канонади з 4-х розсташованих ним батарей, зайняв Гірсово. У фортеці були знайдені гармати, бойові запаси, зброя це відкрило шлях до Чорного моря, внаслідок чого приступили до наведення мостів.
У битві при Рассеваті росіяни здобули перемогу над 15-тисячній турецьким загоном. Донські козаки відзначилися особливо при переслідуванні втікаючого з табору ворога і цим завершили поразку ворога, відкривши шлях до Силістрії. В Силістрії рішучими діями козацьких полків ворог був розсіяний, більше 1000 осіб турецького корпусу полягло на місці і до 1500 взято в полон. У числі полонених перебував паша Махмуд. Битва при Татариці стала наступною поразкою ворога, трофеями росіян були 16 прапорів і 200 полонених. Битвою при Татариці закінчилися подвиги Платова у війні 1809.
За бій біля Татариці він був нагороджений орденом Святого Володимира 1-го ступеня, пізніше проведений в генерали від кавалерії. Внаслідок тяжкої хвороби Платов повертається на Дон, а потім довго лікується в Санкт-Петербурзі.

### Франко-російська війна 1812
Під час Вітчизняної війни 1812 року отаман Платов командував спочатку усіма козацькими полками на кордоні, а потім, перебуваючи в ар'єргарді, прикривав відступ армії князя Багратіона до Смоленська. Доблесті Платова й Донського війська цього періоду проявилися такою мірою, що навіть найточніші історичні факти носять характер казкового, не рахуючи оповідань і спогадів, що стали наслідком подиву і захоплення народу.
Згідно з Найвищим велінням, Платов повинен був тепер 
|  | «діяти згідно з обставинами і наносити ворогові всіляку шкоду» |

.

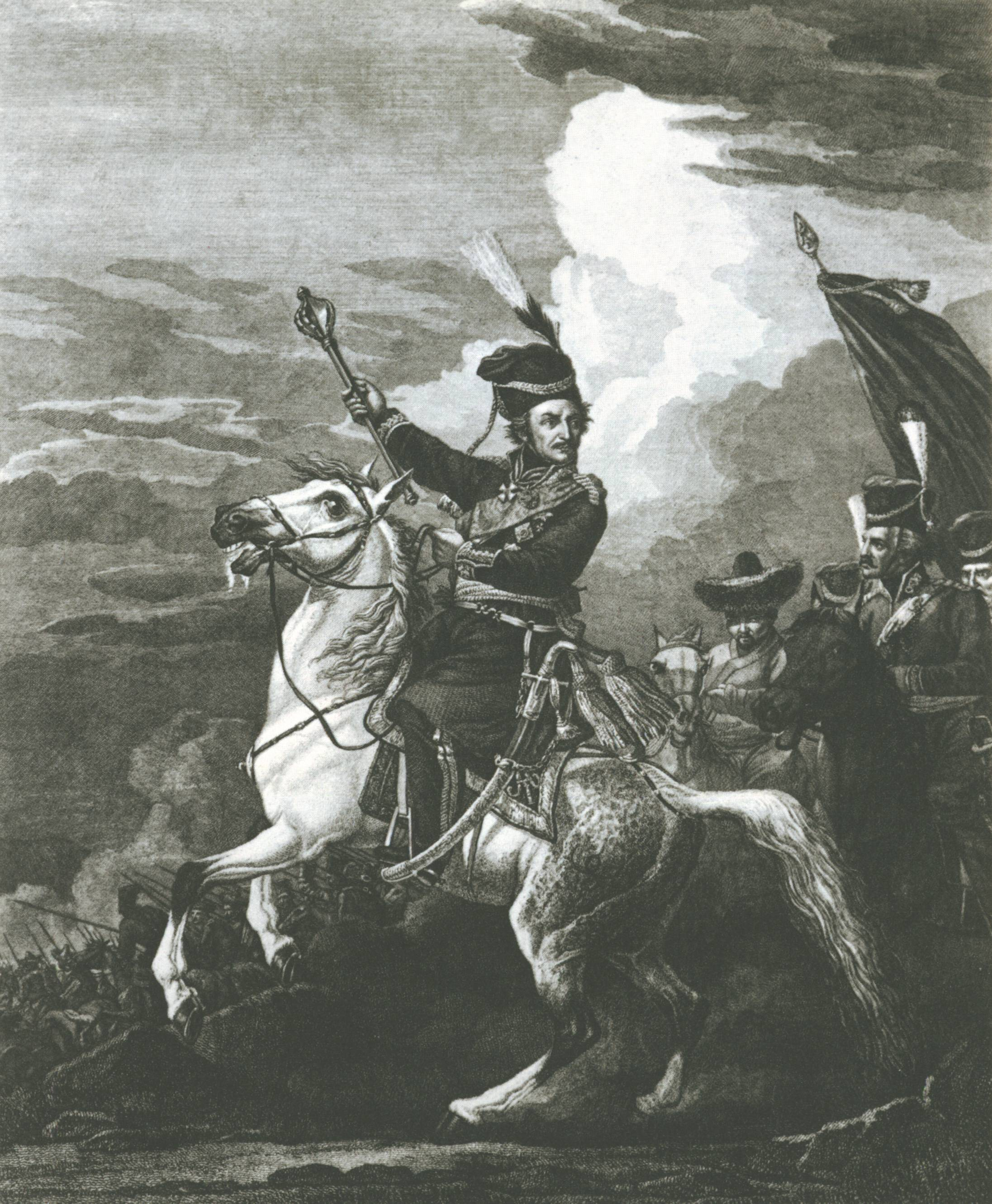
Гравюра С. Карделлі «Матвій Іванович Платов», кінець XVIII в. — 1-ша чверть XIX ст. 75x61

9 липня 1812 року Корпус Платова розгромив бригаду польських уланів генерала Турно біля містечка Мір, у так званому бою під Міром, демонструючи гармонійне поєднання обережності й рішучості. Намагаючись, насамперед, заманити ворога в пастку, він умів миттєво оцінювати обстановку, і коли переконувався, що ворог, навчений гірким досвідом, не піддається обману, не втрачав ні хвилини і, користуючись перевагою сил, рішуче атакував його. А після розгрому авангарду короля Вестфалії Жерома, корпус Платова з'єднався з 1-ю Західною армією генерала Барклая де Толлі в районі Смоленська. 8 серпня корпус Платова брав участь у розгромі авангарду корпусу маршала Мюрата при селі Молево Болото, викривши два французькі гусарські полки, вдарив у їхній фланг і гнав ворога дві версти, взявши в полон 10 офіцерів і понад 300 рядових; пізніше пригадував, що «ворог пардон не просив, а російські війська, бувши розлючені, кололи і били його».

Під час Бородінської битви, в її найкритичніший момент, разом з кавалерійським корпусом генерала Ф. П. Уварова козаки отамана Платова були спрямовані М. І. Кутузовим в обхід лівого флангу Наполеона. Оцінка цього рейду неоднозначна. З одного боку, цей рейд вніс деяке замішання в ряди французів і призупинив їхні атаки на центр оборони російських військ. З іншого боку, біля села Беззубово російська кавалерія була зупинена й легко відкинута назад. М. І. Кутузов доповідав потім імператорові Олександру I, що козаки в цій справі «не діяли», тобто діяли погано. Під час військової ради в Філях отаман Платов висловився проти залишення Москви і за новий бій, а під час відступу армії Наполеона з Росії у жовтні-грудні отаман Платов, невідступно переслідуючи її, завдав їй кілька поразок. Під час однієї сутички в Гродно 25 жовтня сам Наполеон ледь не потрапив у полон. Корпус Платова також вибив ар'єргард маршала Даву з Гжатська. На допомогу Даву поспішили Понятовський і віце-король. Під час запеклого бою корпус маршала Даву був абсолютно розбитий, а невдача згубно вплинула й на іншу частину французької армії, що остаточно впала духом. 
|  | «Вороги біжать так, як ніяка армія ніколи ретируватися не могла» |

 — доносив Платов. Пізніше козаки зайняли Оршу.
25 листопада козаки Платова взяли в полон біля річки Березина генерала Дзевановського. Всього ж за кампанію 1812 року козаки Платова взяли близько 70000 полонених, а також відбили величезну кількість награбованих в Москві цінностей. Наполеон визнавав, що остаточний удар завдали козаки:
|  | «Всі наші колони, сповіщав Наполеон, оточені козаками; подібно аравитянам в пустелях, вони захоплювали обози ...» |

14 грудня одним з перших Платов перейшов Німан і переслідував війська маршала Макдональда до Данцига. За заслуги у війні 1812 року отаман Платов указом імператора Олександра I зведений у графський титул. Під час кампанії 1813 року козаки отамана Платова брали участь у Лейпцизькій битві, де вони, переслідуючи противника, взяли в полон близько 15000 чоловік. В кампанії 1814 отаман Платов відзначився при взятті Немюра і при Арсі-сюр-Обі. За це він був нагороджений орденом Святого Андрія Первозванного.

## Подорож до Англії
З Франції козаки здійснили зворотний шлях на батьківщину, але Платов у цей час супроводжував імператора Олександра I під час подорожі до Англії, яка була сповнена безперервних урочистостей на честь «Зарейнського» отамана. Оксфордський університет вручив Платову почесний докторський диплом, місто Лондон — дорогоцінну шаблю в золотій художній оправі, прикрашену емалевим гербом Великої Британії та Ірландії і вензелем російського героя. У королівському палаці портрет отамана, написаний за бажанням принца-регента, зайняв найпочесніше місце. Платова лондонці бажали бачити в громадських місцях, театрах і балах, виявляючи при цьому велике захоплення. На прощання принц-регент подарував Платову свій портрет, обсипаний дорогоцінним камінням, «на знак поваги, пошани й подиву до безсмертних подвигів, здійснених для користі вітчизни своєї і для порятунку Європи».

## Повернення на Дон
Залишившись після відбуття государя ще деякий час в Англії, Платов повернувся в головну квартиру генерал-фельдмаршала графа Барклая-де-Толлі, до Варшави, а звідти вирушив на свій «Тихий Дон», де його з нетерпінням чекали донці. Отаман Платов був зустрінутий владою, духовенством, із дзвоном, гарматними пострілами і прапорами, а сам поклав три земні поклони, взяв жменю землі й поцілував її. На батьківщині генерал Платов продовжив розбудовувати Новочеркаськ, приділяв увагу навчанню козаків військової справи і особливо артилерійської стрільби. Турбувався про добробут козаків, знаючи, скільки залишилося на Дону вдів і сиріт після війни 1812—1815 років, Платов став для них щедрим благодійником. Піклуючись про народну освіту, він заснував у Новочеркаську гімназію, яка перебувала під його наглядом. Його ж стараннями в Новочеркаську в 1817 році заснована й друкарня.

## Особисте життя
Матвій Платов був глибоко релігійною людиною та відданою престолу. Ці якості він намагався прищепити й своїм дітям, до яких ставився дбайливо і разом з тим дуже суворо. Він був двічі одружений, але мав нечисленну родину. Другою дружиною стала вдова Марфа Дмитрівна Кірсанова. Платов мав двох синів (обох Іванів) і чотирьох дочок. Жив він розкішніше, ніж дозволяли йому порівняно скромні кошти, почасти з переконання, що його звання вимагає блиску, частково ж внаслідок своєї гостинності та привітності.
За природою дуже діяльний і жвавий, Платов і в мирній обстановці не терпів нероб і тиші, але світські задоволення його не цікавили. Любив полювання, рибний лов, відвідував кінні заводи. Платов був великим знавцем коней, знав їх і пристрасно любив.
|  | «Ми не народжені ходити по паркету, - казав він, - наша справа ходити по полю, по болотах, сидіти в куренях або, ще краще, під відкритим небом, щоб і спека сонячна, і всяка негода не була нам в тягар». |

## Смерть
Граф Платов помер в 1818 році, 3 січня, у віці 66 років в слободі Єпанчіцька поблизу Таганрога і похований у рідному йому Новочеркаську в фамільному склепі біля Вознесенського собору, а в 1911 році його прах перенесли в усипальницю Військового собору в Новочеркаську.

## Пам'ять
Імператор Микола I з нагоди сторіччя з дня народження Платова увічнив пам'ять «Вихора-Отамана» прекрасним пам'ятником роботи відомого скульптора П. Клодта, поставленим в Новочеркаську, на Олександрівській площі. Платов зображений на повний зріст, в генеральському мундирі, з буркою на плечах і з оголеною шаблею.
Після революції 1917 року та громадянської війни на Дону в 1923 році пам'ятник М. І. Платова було знесено і переплавлено на кольоровий метал в 1933 році. У 1992 році міські козаки домоглися дозволу оглянути могилу в усипальниці собору і були вражені побаченим: розкриті могили виявилися оскверненими, закидані сміттям. Тільки 16 травня 1993 відбулося грандіозне відкриття відтвореного пам'ятника графу і військовому отаману, кавалеру багатьох вітчизняних і зарубіжних орденів Матвію Івановичу Платову.
В останні роки в Новочеркаську відремонтовано Донський музей, приведений в порядок Олександрівський сад, реконструюється Вознесенський собор, звільнений і відданий на реставрацію Отаманський палац, ушляхетнюється проспект Платова, ремонтуються особняки на головному проспекті Новочеркаська, планується до реконструкція колишнього Гостинного двору.
У відомому вірші 1812 «Певец во стане русских воинов», що належить перу Василя Жуковського, є рядки:
Хвала, наш Вихорь — атаман,

Вождь невредимых, Платов!

Твой очарованный аркан

Гроза для супостатов.

Орлом шумишь по облакам,

По воле волком рыщешь.

Летаешь страхом в тыл к врагам,

Бедой им в уши свищешь;

Они лишь к лесу — ожил лес,

Деревья сыплют стрелы;

Они лишь к мосту — мост исчез;

Лишь к селам — пышут селы…
На честь отамана Платова було вибито кілька медалей: одна, золота, для носіння на шиї, з знак подвигу Донського війська і його полковника на висотах річки Калали в 1774; інша — періоду перебування Платова в Лондоні в 1814 році і третя — на честь того ж відвідування Платовим Англії — олов'яна. Крім того, існує кілька жетонів та медальйонів, вибитих в Росії і за кордоном із зображенням графа Платова. Серед художників, які малювали портрети Платова — англієць Джордж Доу.